# Грбови рејона Тверске области
Грбови рејона Тверске области обухвата галерију грбова административних јединица руске области Тверске области, са статусом градских округа и рејона, те њихове историјске грбове (уколико их има).
Већина грбова настала је након успостављања Руске Федерације и Тверске области, као њеног саставног субјекта.

## Грбови округа и рејона
- 1 — Грб рејона 
 Андреапољски
- 2 — Грб рејона 
 Бежецки
- 3 — Грб рејона 
 Бељски
- 4 — Грб рејона 
 Бологовски
- 5 — Грб рејона 
 Весјегонски
- 6 — Грб рејона 
 Вишњеволочки
- 7 — Грб рејона 
 Жарковски
- 8 — Грб рејона 
 Западнодвински
- 9 — Грб рејона 
 Зупцовски
- 10 — Грб рејона 
 Калињински
- 11 — Грб рејона 
 Каљазински
- 12 — Грб рејона 
 Кашински
- 13 — Грб рејона 
 Кесовогорски
- 14 — Грб рејона 
 Кимерски
- 15 — Грб рејона 
 Конаковски
- 16 — Грб рејона 
 Краснохолмски
- 17 — Грб рејона 
 Краснохолмски
- 18 — Грб рејона 
 Лесновски
- 19 — Грб рејона 
 Лихослављански
- 20 — Грб рејона 
 Максатишки
- 21 — Грб рејона 
 Молоковски
- 22 — Грб рејона 
 Нелидовски
- 23 — Грб рејона 
 Олењински
- 24 — Грб рејона 
 Осташковски
- 25 — Грб рејона 
 Пеновски рејон
- 26 — Грб рејона 
 Рамешки рејон
- 27 — Грб рејона 
 Ржевски
- 28 — Грб рејона 
 Сандовски
- 29 — Грб рејона 
 Селижаровски
- 30 — Грб рејона 
 Сонковски
- 31 — Грб рејона 
 Спировски
- 32 — Грб рејона 
 Старички
- 33 — Грб рејона 
 Торжочки
- 34 — Грб рејона 
 Торопечки
- 35 — Грб рејона 
 Удомљански
- 36 — Грб рејона 
 Фировски